# Kanton Jaligny-sur-Besbre
Kanton Jaligny-sur-Besbre (fr. Canton de Jaligny-sur-Besbre) je francouzský kanton v departementu Allier v regionu Auvergne. Tvoří ho 12 obcí.

## Obce kantonu
- Bert
- Châtelperron
- Chavroches
- Cindré
- Jaligny-sur-Besbre
- Liernolles
- Saint-Léon
- Sorbier
- Thionne
- Treteau
- Trézelles
- Varennes-sur-Tèche